# 道の駅西山ふるさと公苑
道の駅西山ふるさと公苑（みちのえき にしやまふるさとこうえん）は、新潟県柏崎市西山町坂田にある国道116号の道の駅である。

## 施設
- 駐車場
  - 普通車：165台[2]
  - 大型車：20台[2]
  - 身障者用：4台[2]
- トイレ

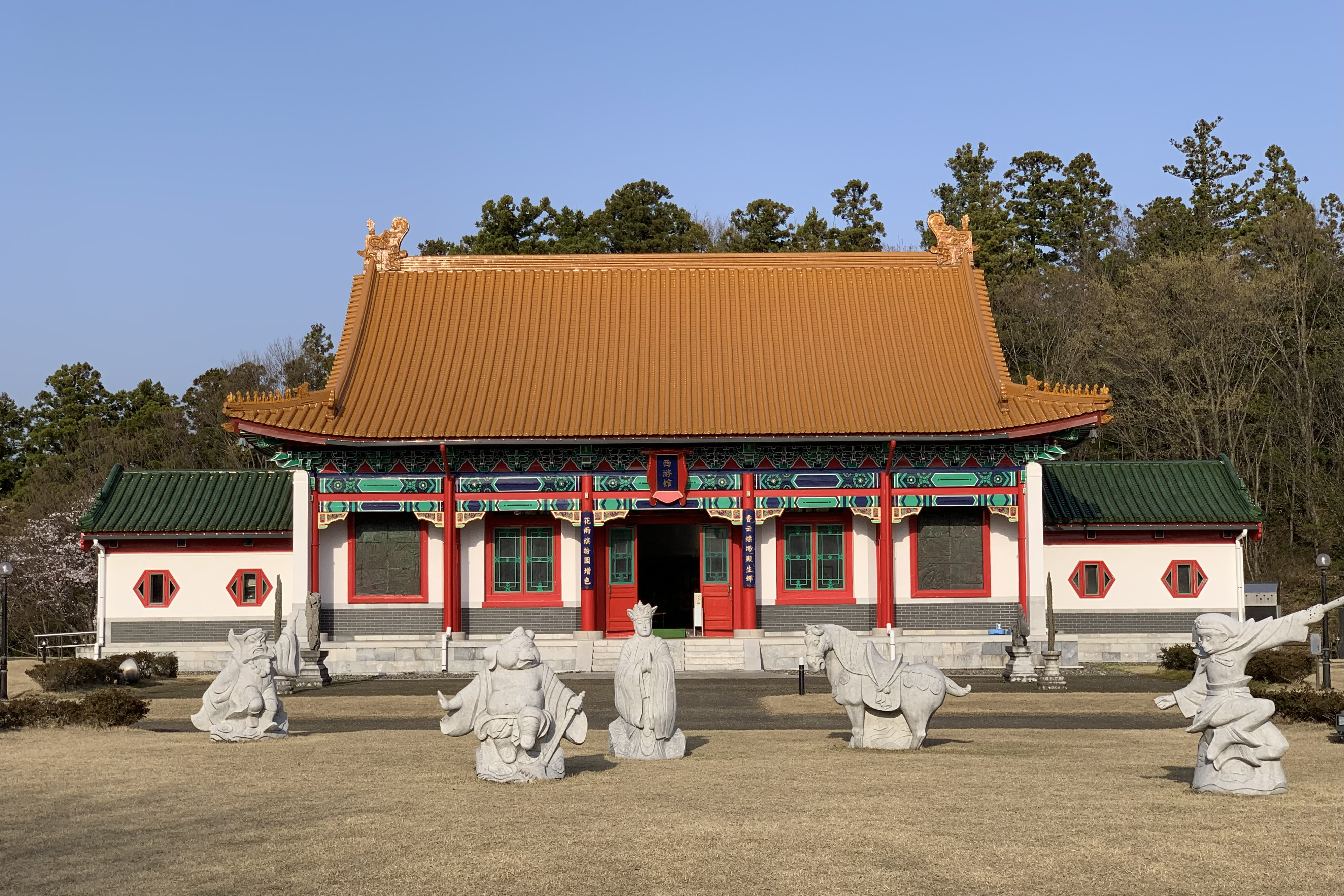
西遊館（2022年4月）

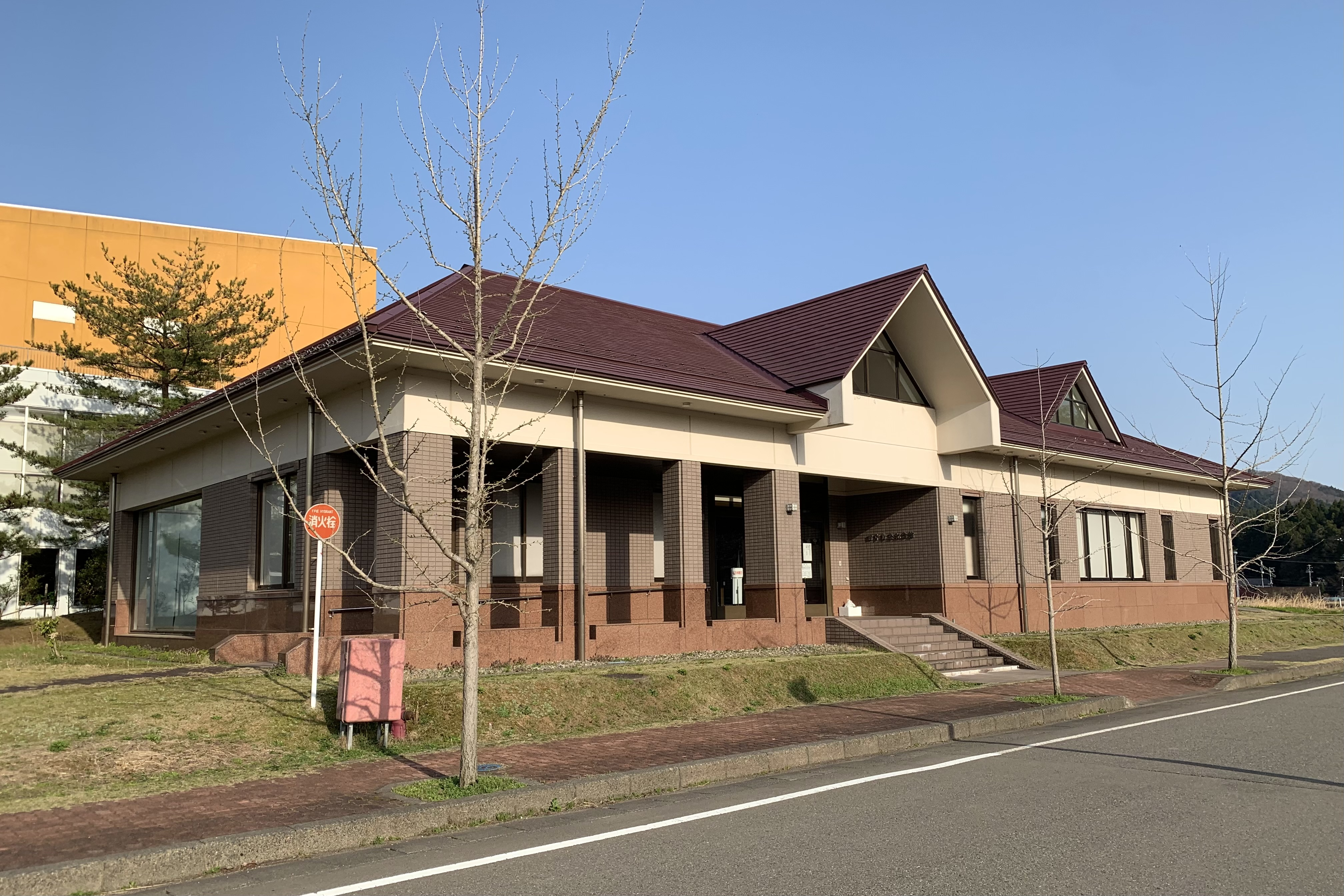
田中角栄記念館（2022年4月）

  - 男：大 8器（1器）、小 18器（2器）
  - 女：21器（3器）
  - 身障者用：4器（1器）

※（）内は、24時間利用可能
- 田中角栄記念館（10:00 - 16:00）[2][3][4][5]
  - 道の駅登録前の1998年（平成10年）4月、旧西山町立二田小学校跡地に開館[3]。かつて東京都豊島区目白にあった田中邸の応接室が再現されている[3][5]。
- 角さんの台所（レストラン、10:00 - 16:00）[2][3] - 田中角栄記念館に隣接。
- 西山ふるさと館（9:00 - 17:00）[2][6]
  - 展示室
  - にしやまショップ（売店、9:00 - 16:00）
  - 多目的ホール
- 西遊館（9:00 - 17:00）
- 西遊園（9:00 - 21:30）

### 管理団体
- 設置者：柏崎市
- 指定管理者：公益財団法人かしわざき振興財団[7]

## 休館日
全施設共通
- 毎週月曜日（祝日の場合は翌日）[2][3][6]
- 年末年始（12月28日 - 1月4日）[2][6]

西山ふるさと館を除く各施設
- 冬季（12月から2月まで、休館の期間は変動があるため公式サイトを参照）[3]

## アクセス
- 国道116号 - 登録路線
  - 新潟県道393号礼拝長岡線
  - 新潟県道23号柏崎高浜堀之内線

自動車
- 北陸自動車道西山ICより約3分[3]。

鉄道
- 東日本旅客鉄道（JR東日本）越後線 西山駅または礼拝駅より徒歩約20分。

## 周辺
- 田中角栄生家（非公開）[4][5]